# Temporada do Sporting Clube de Portugal de 2016–17
Este artigo mostra as estatísticas do Sporting Clube de Portugal nas competições e jogos que disputou durante a temporada 2016-17.

## Jogadores
| Guarda-Redes | Guarda-Redes | Guarda-Redes |
| Nº           | Nac.         | Nome         |
| ------------ | ------------ | ------------ |
| 1            | Portugal     | Rui Patrício |
| 26           | Eslovénia    | Ažbe Jug     |
| 34           | Portugal     | Beto         |

| Defesas | Defesas       | Defesas          |
| Nº      | Nac.          | Nome             |
| ------- | ------------- | ---------------- |
| 2       | Itália        | Schelotto        |
| 4       | Brasil        | Jefferson        |
| 13      | Uruguai       | Coates           |
| 15      | Portugal      | Paulo Oliveira   |
| 19      | Países Baixos | Douglas          |
| 21      | Portugal      | João Pereira     |
| 31      | Países Baixos | Marvin Zeegelaar |
| 35      | Portugal      | Rúben Semedo     |
| 47      | Portugal      | Ricardo Esgaio   |

| Médios | Médios    | Médios             |
| Nº     | Nac.      | Nome               |
| ------ | --------- | ------------------ |
| 8      | Sérvia    | Petrović           |
| 11     | Brasil    | Bruno César        |
| 14     | Portugal  | William Carvalho   |
| 18     | Portugal  | Francisco Geraldes |
| 22     | Brasil    | Elias              |
| 23     | Portugal  | Adrien Silva       |
| 25     | Argentina | Marcelo Meli       |
| 30     | Brasil    | Bruno Paulista     |
| 66     | Portugal  | João Palhinha      |

| Avançados | Avançados     | Avançados       |
| Nº        | Nac.          | Nome            |
| --------- | ------------- | --------------- |
| 3         | Sérvia        | Marković        |
| 7         | Costa Rica    | Joel Campbell   |
| 10        | Costa Rica    | Bryan Ruiz      |
| 16        | Brasil        | André           |
| 20        | Países Baixos | Luc Castaignos  |
| 28        | Países Baixos | Bas Dost        |
| 33        | Lituânia      | Lukas Spalvis   |
| 56        | Portugal      | Podence         |
| 73        | Brasil        | Matheus Pereira |
| 77        | Portugal      | Gelson Martins  |
| 99        | Argentina     | Alan Ruiz       |

## Pré-Temporada
Vitória
      Empate
      Derrota
| 13 de julho de 2016 Amigável | Monaco                                         | 4–1 | Sporting CP | Lausanne, Suíça                                                |  |
| 20:30 CEST (UTC+02:00)       | - Germain 12' - Falcao 23', 66' - Carrillo 82' |     | Podence 21' | Estádio: Stade Juan Antonio Samaranch Árbitro: Sébastien Pache |  |

| 14 de julho de 2016 Amigável | Stade Nyonnais | 1–3 | Sporting CP                                           | Nyon, Suíça                              |  |
| 19:00 CEST (UTC+02:00)       | Salihaj 47'    |     | - A. Ruiz 12' (pen.) - J. Pereira 27' - Jefferson 37' | Estádio: Centre sportif de Colovray Nyon |  |

| 16 de julho de 2016 Amigável | Zenit Saint Petersburg                                      | 4–2 | Sporting CP                    | Montreux, Suíça           |  |
| 19:00 CEST (UTC+02:00)       | - García 8' - Zhirkov 16' - A. Kerzhakov 17' - Đorđević 85' |     | - Bruno César 9' - Martins 37' | Estádio: Stade de Chailly |  |

| 18 de julho de 2016 Amigável | PSV                                                              | 5–0 | Sporting CP | Lausanne, Suiça                                             |  |
| 20:30 CEST (UTC+02:00)       | - De Jong 5' (pen.), 55' - Locadia 21' - Hendrix 41' - Maher 50' |     |             | Estádio: Stade Juan Antonio Samaranch Árbitro: Sascha Amhof |  |

| 23 de julho de 2016 Amigável | Sporting CP | 0–1 | Lyon          | Lisboa, Portugal                                    |  |
| 20:00 WEST (UTC+01:00)       |             |     | Lacazette 53' | Estádio: Estádio José Alvalade Árbitro: Hugo Miguel |  |

| 26 de julho de 2016 Troféu Ibérico                   | Villarreal | 0–0 (4–3 pen.)                                           | Sporting CP | Badajoz, Espanha                                                      |  |
| 20:15 CEST (UTC+02:00)                               |            |                                                          |             | Estádio: Estadio Nuevo Vivero Árbitro: Francisco José Hernández Maeso |  |
|                                                      |            | Penalidades                                              |             |                                                                       |  |
| - Costa - Guerra - González - Cantalapiedra - Suárez |            | - Slimani - Bruno César - Medeiros - M. Pereira - Semedo |             |                                                                       |  |

| 30 de julho de 2016 Troféu Cinco Violinos | Sporting CP                         | 2–1 | VfL Wolfsburg | Lisboa, Portugal                                      |  |
| 20:00 WEST (UTC+01:00)                    | - Slimani 26' - A. Silva 34' (pen.) |     | - Donkor 78'  | Estádio: Estádio José Alvalade Árbitro: Rui Rodrigues |  |

| 4 de agosto de 2016 Troféu Ibérico | Sporting CP                 | 2–3 | Real Betis             | Loulé, Portugal                                |  |
| 20:00 WEST (UTC+01:00)             | - A. Ruiz 17' - Slimani 75' |     | - Castro 27', 29', 58' | Estádio: Estádio Algarve Árbitro: Nuno Almeida |  |

| 5 de agosto de 2016 Algarve Summer Cup | Sporting CP | 0–0 | Nice | Loulé, Portugal                                |  |
| 20:30 WEST (UTC+01:00)                 |             |     |      | Estádio: Estádio Algarve Árbitro: Luís Godinho |  |

## Competições

### Primeira Liga

#### Jogos
| 13 de agosto de 2016 1 | Sporting CP                              | 2–0       | Marítimo                       | Lisbon                                                                |  |
| 18:15 WEST (UTC+01:00) | - Coates 21' - B. Ruiz 60' - A. Ruiz 75' | Relatório | - Nepomuceno 33' - Patrick 51' | Estádio: Estádio José Alvalade Público: 42,577 Árbitro: Carlos Xistra |  |

| 20 de agosto de 2016 2 | Paços de Ferreira | 0–1       | Sporting CP                                   | Paços de Ferreira                                                     |  |
| 18:15 WEST (UTC+01:00) | - Welthon 90+2'   | Relatório | - Carvalho 35' - A. Silva 45' - Zeegelaar 77' | Estádio: Estádio Capital do Móvel Público: 6,271 Árbitro: Hugo Miguel |  |

| 28 de agosto de 2016 3 | Sporting CP | 2–1       | Porto                                                    | Lisbon                                                                |  |
| 18:00 WEST (UTC+01:00) | - Slimani 15' - Martins 27', 27' - A. Silva 42' - Carvalho 60' - Bruno Paulista 77' - Bruno César 83' - J. Pereira 90+3' | Relatório | - Felipe 8' - Casillas 27' - Corona 39' - D. Pereira 42' | Estádio: Estádio José Alvalade Público: 49,399 Árbitro: Tiago Martins |  |

| 10 de setembro de 2016 4 | Sporting CP                                                                        | 3–0       | Moreirense                                            | Lisbon                                                               |  |
| 18:15 WEST (UTC+01:00)   | - Martins 27' - Semedo 30' - Campbell 52' - Dost 56' - Coates 86' - Campbell 90+1' | Relatório | - Neto Predefinição:Sentoff - Schons 37' - Jander 89' | Estádio: Estádio José Alvalade Público: 44,393 Árbitro: Nuno Almeida |  |

| 18 de setembro de 2016 5 | Rio Ave                                                | 3–1       | Sporting CP                      | Vila do Conde                                                    |  |
| 20:15 WEST (UTC+01:00)   | - Tarantini 29' - Guedes 36' - Dias 43' - Pedrinho 87' | Relatório | - Dost 54', 82' - Marković 90+3' | Estádio: Estádio dos Arcos Público: 8,315 Árbitro: João Pinheiro |  |

| 23 de setembro de 2016 6 | Sporting CP                                | 4–2       | Estoril            | Lisbon                                                              |  |
| 21:00 WEST (UTC+01:00)   | - Dost 13', 62' - Coates 59' - André 90+1' | Relatório | - Gomes 85', 90+3' | Estádio: Estádio José Alvalade Público: 41,994 Árbitro: João Capela |  |

| 1 de outubro de 2016 7 | Vitória de Guimarães                                                     | 3–3       | Sporting CP                                                                | Guimarães                                                                       |  |
| 18:15 WEST (UTC+01:00) | - Ferreira 28' - Soares 45', 89' - Marega 74' (pen.), 75' - M. Silva 89' | Relatório | - Schelotto 16' - Marković 29' - Coates 41', 50' - Martins 62' - Elias 71' | Estádio: Estádio D. Afonso Henriques Público: 23,104 Árbitro: Artur Soares Dias |  |

| 22 de outubro de 2016 8 | Sporting CP                                                           | 1–1       | Tondela                                  | Lisbon                                                            |  |
| 18:15 WEST (UTC+01:00)  | - Elias 6' - Bruno César 88' - Carvalho 90+2' - Campbell 90+5', 90+6' | Relatório | - Monteiro 48' - Ramos 71' - Murillo 73' | Estádio: Estádio José Alvalade Público: 43,580 Árbitro: Rui Costa |  |

| 28 de outubro de 2016 9 | Nacional                 | 0–0       | Sporting CP  | Funchal, Madeira                                                 |  |
| 21:00 WEST (UTC+01:00)  | - Correia 8' - Silva 89' | Relatório | - Coates 26' | Estádio: Estádio da Madeira Público: 3,954 Árbitro: Vasco Santos |  |

| 6 de novembro de 2016 10 | Sporting CP                                                     | 3–0       | Arouca                                     | Lisbon                                                                |  |
| 20:15 WET (UTC±00:00)    | - Dost 9', 68' - Martins 15' - A. Silva 44' - Campbell 53', 55' | Relatório | - Adilson 27' - Vítor Predefinição:Sentoff | Estádio: Estádio José Alvalade Público: 40,743 Árbitro: Carlos Xistra |  |

| 26 de novembro de 2016 11 | Boavista                                     | 0–1       | Sporting CP                                                                                       | Porto                                                             |  |
| 18:15 WET (UTC±00:00)     | - C. Santos 31' - Espinho 33' - Schembri 55' | Relatório | - Dost 25', 44' - Bruno César 28' - Semedo Predefinição:Sentoff - Zeegelaar 90+1' - B. Ruiz 90+2' | Estádio: Estádio do Bessa Público: 9,958 Árbitro: Fábio Veríssimo |  |

| 3 de dezembro de 2016 12 | Sporting CP                          | 2–0       | Vitória de Setubal          | Lisbon                                                            |  |
| 18:15 WET (UTC±00:00)    | - Carvalho 7', 59' - Bruno César 37' | Relatório | - Pinto 23' - Mikel Agu 65' | Estádio: Estádio José Alvalade Público: 43,467 Árbitro: Rui Costa |  |

| 11 de dezembro de 2016 13 | Benfica                                                   | 2–1       | Sporting CP                                               | Lisbon                                                       |  |
| 18:00 WET (UTC±00:00)     | - Salvio 25' - Guedes 37' - Jiménez 48', 73' - Danilo 85' | Relatório | - Bruno César 25' - Dost 69' - Zeegelaar 81' - Coates 82' | Estádio: Estádio da Luz Público: 63,312 Árbitro: Jorge Sousa |  |

| 18 de dezembro de 2016 14 | Sporting CP      | 0–1       | Braga                                                | Lisbon                                                              |  |
| 20:15 WET (UTC±00:00)     | - J. Pereira 82' | Relatório | - Goiano 41' - Eduardo 70' - Fonte 80' - Matheus 87' | Estádio: Estádio José Alvalade Público: 42,148 Árbitro: Hugo Miguel |  |

| 22 de dezembro de 2016 15 | Belenenses                                                           | 0–1       | Sporting CP                                   | Lisbon                                                            |  |
| 21:00 WET (UTC±00:00)     | - Gomes 15' - G. Silva 65' - Sturgeon 74' - Gerso 80' - Camará 90+2' | Relatório | - Esgaio 42' - Dost 50', 90+3' - A. Silva 55' | Estádio: Estádio do Restelo Público: 8,268 Árbitro: Tiago Martins |  |

| 8 de janeiro de 2017 16 | Sporting CP                                              | 2–1       | Feirense                         | Lisbon                                                                |  |
| 20:15 WET (UTC±00:00)   | - Dost 5', 16' - Elias Predefinição:Sentoff - Esgaio 78' | Relatório | - Aurélio 31' - Platiny 61', 81' | Estádio: Estádio José Alvalade Público: 40,027 Árbitro: Bruno Esteves |  |

| 14 de janeiro de 2017 17 | Chaves                           | 2–2       | Sporting CP                                   | Chaves                                                                                       |  |
| 18:15 WET (UTC±00:00)    | - R. Lopes 4' - Martins 34', 87' | Relatório | - Semedo Predefinição:Sentoff - Dost 45', 74' | Estádio: Estádio Municipal Eng.º Manuel Branco Teixeira Público: 6,964 Árbitro: Nuno Almeida |  |

| 21 de janeiro de 2017 18 | Marítimo                  | 2–2       | Sporting CP                                          | Funchal, Madeira                                                    |  |
| 18:15 WET (UTC±00:00)    | - Bessa 8' - R. Silva 33' | Relatório | - Dost 24' - Coates 57' - Martins 60' - A. Silva 80' | Estádio: Estádio do Marítimo Público: 10,036 Árbitro: João Pinheiro |  |

| 28 de janeiro de 2017 19 | Sporting CP                                                                              | 4–2 | Paços de Ferreira                                                  | Lisbon                                                  |  |
| 20:30 WET (UTC±00:00)    | - A. Silva 12' - Dost 32', 78' - Martins 35' - Carvalho 45' - A. Ruiz 60' - Palhinha 65' |     | - Monteiro 11' - Christian 34' - Baixinho 45+1' - Welthon 50', 76' | Estádio: Estádio José Alvalade Árbitro: Fábio Veríssimo |  |

| 4 de fevereiro de 2017 20 | Porto                                                                  | 2–1       | Sporting CP                                     | Porto                                                           |  |
| 20:30 WET (UTC±00:00)     | - Soares 6', 40' - Corona 39' - M. Pereira 51' - Jota 78' - Felipe 85' | Relatório | - Zeegelaar 29' - A. Ruiz 60', 85' - Coates 87' | Estádio: Estádio do Dragão Público: 48,329 Árbitro: Hugo Miguel |  |

| 12 de fevereiro de 2017 21 | Moreirense                                           | 2–3       | Sporting CP                                                              | Moreira de Cónegos                                                                      |  |
| 18:00 WET (UTC±00:00)      | - Micael 15' - Dramé 17', 81' - Cauê 43' - Sagna 47' | Relatório | - A. Ruiz 40' - Patrício 42' - Dost 68' - A. Silva 73' - Schelotto 90+2' | Estádio: Parque de Jogos Comendador Joaquim de Almeida Freitas Árbitro: Manuel Oliveira |  |

| 18 de fevereiro de 2017 22 | Sporting CP                                                      | 1–0       | Rio Ave                                | Lisbon                                                                |  |
| 20:30 WET (UTC±00:00)      | - A. Ruiz 20', 58' - Carvalho 44' - A. Silva 44' - Martins 90+2' | Relatório | - Rafa 26' - Tarantini 60' - Monte 73' | Estádio: Estádio José Alvalade Público: 40,053 Árbitro: Bruno Esteves |  |

| 25 de fevereiro de 2017 23 | Estoril        | 0–2       | Sporting CP                     | Estoril                                                                    |  |
| 20:30 WET (UTC±00:00)      | - Diakhite 85' | Relatório | - B. Ruiz 22' - Dost 86' (pen.) | Estádio: Estádio António Coimbra da Mota Público: 5,266 Árbitro: Rui Costa |  |

| 5 de março de 2017 24 | Sporting CP                          | 1–1       | Vitória de Guimarães                                    | Lisbon                                                              |  |
| 20:15 WET (UTC±00:00) | - Bruno César 23' - A. Ruiz 33', 35' | Relatório | - Zungu 24' - Raphinha 65' - Marega 75' - Miranda 90+3' | Estádio: Estádio José Alvalade Público: 41,822 Árbitro: Jorge Sousa |  |

| 11 de março de 2017 25 | Tondela                                         | 1–4       | Sporting CP                                                           | Tondela                                                            |  |
| 20:30 WET (UTC±00:00)  | - Osorio 13' - Murillo 52', 69' - Gonçalves 90' | Relatório | - Dost 32', 55', 71' (pen.), 77' (pen.) - Oliveira 73' - Campbell 88' | Estádio: Estádio João Cardoso Público: 4,987 Árbitro: Bruno Paixão |  |

| 18 de março de 2017 26 | Sporting CP                                  | 2–0       | Nacional                             | Lisbon                                                                 |  |
| 18:15 WET (UTC±00:00)  | - Dost 13', 33' - Semedo 29' - Schelotto 44' | Relatório | - Mezga 30' - César 55' - García 60' | Estádio: Estádio José Alvalade Público: 43,167 Árbitro: Jorge Ferreira |  |

| 2 de abril de 2017 27  | Arouca                                                    | 1–2       | Sporting CP                                                                        | Arouca                                                                    |  |
| 18:00 WEST (UTC+01:00) | - Mateus 9' - Vítor 25' - Adilson 45' - Anderson Luís 80' | Relatório | - A. Ruiz 23', 34' - Bruno César 36' - Podence 80' - Carvalho 88' - Patrício 90+3' | Estádio: Estádio Municipal de Arouca Público: 1,875 Árbitro: Luís Godinho |  |

| 9 de abril de 2017 28  | Sporting CP                               | 4–0       | Boavista                     | Lisbon                                                              |  |
| 20:30 WEST (UTC+01:00) | - A. Ruiz 20' - Dost 29', 48' (pen.), 63' | Relatório | - Machado 16' - Rochinha 73' | Estádio: Estádio José Alvalade Público: 42,822 Árbitro: Manuel Mota |  |

| 14 de abril de 2017 29 | Vitória de Setúbal                         | 0–3       | Sporting CP                                                                           | Setúbal                                                          |  |
| 20:30 WEST (UTC+01:00) | - Pinto 22' - Fernandes 28' - Costinha 72' | Relatório | - Martins 20' - Schelotto 30' - Zeegelaar 31' - A. Ruiz 51' - Carvalho 55' - Dost 61' | Estádio: Estádio do Bonfim Público: 9,038 Árbitro: João Pinheiro |  |

| 23 de abril de 2017 30 | Sporting CP                        | 1–1       | Benfica                                                     | Lisbon                                                                    |  |
| 18:00 WEST (UTC+01:00) | - A. Silva 5' (pen.) - A. Ruiz 64' | Relatório | - Lindelöf 66' - Mitroglou 76' - Jiménez 81' - Luisão 90+2' | Estádio: Estádio José Alvalade Público: 48,765 Árbitro: Artur Soares Dias |  |

| 30 de abril de 2017 31 | Braga                                                                      | 2–3       | Sporting CP                                                                                                  | Braga                                                                     |  |
| 18:00 WEST (UTC+01:00) | - Horta 13' - Baiano 23' - Rosić 30' - Goiano 49' - Santos 61' - Fonte 79' | Relatório | - Dost 50' (pen.), 75', 84', 62' - Podence 55' - Zeegelaar 70' - Martins 80' - Carvalho 89' - Oliveira 90+1' | Estádio: Estádio Municipal de Braga Público: 14,907 Árbitro: Nuno Almeida |  |

| 7 de maio de 2017 32   | Sporting CP       | 1–3       | Belenenses                                  | Lisbon                                                               |  |
| 11:45 WEST (UTC+01:00) | - Bruno César 52' | Relatório | - Camará 65' (pen.) - Dinis 84' - Silva 88' | Estádio: Estádio José Alvalade Público: 45,864 Árbitro: Bruno Paixão |  |

| 14 de maio de 2017 33  | Feirense                                       | 2–1       | Sporting CP                                                                      | Santa Maria da Feira                                                      |  |
| 20:30 WEST (UTC+01:00) | - Silva 25', 69' (pen.), 71' - Vítor Bruno 76' | Relatório | - Martins 19', 55' - Carvalho 53' - Semedo 68' - Bruno César 71' - Jefferson 76' | Estádio: Estádio Marcolino de Castro Público: 3,458 Árbitro: Vasco Santos |  |

| 21 de maio de 2017 34  | Sporting CP                                                                                           | 4–1       | Chaves                                                    | Lisbon                                                                 |  |
| 20:15 WEST (UTC+01:00) | - Dost 10' (pen.), 15', 90+1' (pen.) - M. Pereira 30', 56' - A. Silva 38' - Coates 80' - Geraldes 81' | Relatório | - William 60', 78' - Tiago 78' - Patrão 85' - Massaia 90' | Estádio: Estádio José Alvalade Público: 32,457 Árbitro: Jorge Ferreira |  |

### Taça de Portugal
| 13 de outubro de 2016 3ª eliminatória | Famalicão | 0–1 | Sporting CP    | Vila Nova de Famalicão                                                     |  |
| 20:15 WEST (UTC+01:00)                |           |     | - Marković 10' | Estádio: Estádio Municipal 22 de Junho Público: 3,109 Árbitro: Manuel Mota |  |

| 17 de novembro de 2016 4ª eliminatória | Sporting CP                                                             | 5–1 | Praiense   | Lisbon                                                                |  |
| 20:15 WET (UTC±00:00)                  | - Oliveira 21' - A. Silva 47' (pen.) - Bruno César 62' - André 79', 88' |     | Andrade 2' | Estádio: Estádio José Alvalade Público: 13,895 Árbitro: Luís Ferreira |  |

| 14 de dezembro de 2016 Oitavos-de-final | Vitória de Setúbal | 0–1 | Sporting CP | Setúbal                                                         |  |
| 21:00 WET (UTC±00:00)                   |                    |     | Dost 75'    | Estádio: Estádio do Bonfim Público: 4,993 Árbitro: Nuno Almeida |  |

| 17 de janeiro de 2017 Quartos-de-final | Chaves    | 1–0 | Sporting CP | Chaves                                                                                            |  |
| 20:15 WET (UTC±00:00)                  | Ponck 87' |     |             | Estádio: Estádio Municipal Eng.º Manuel Branco Teixeira Público: 5,320 Árbitro: Artur Soares Dias |  |

### Taça da Liga

#### Fase de grupos
| Pos | Equipe             | Pts | J | V | E | D | GP | GC | SG | Classificado              |
| --- | ------------------ | --- | - | - | - | - | -- | -- | -- | ------------------------- |
| 1   | Vitória de Setúbal | 6   | 3 | 2 | 0 | 1 | 3  | 2  | +1 | Avançou para a Final Four |
| 2   | Sporting CP        | 6   | 3 | 2 | 0 | 1 | 3  | 2  | +1 |                           |
| 3   | Arouca             | 3   | 3 | 1 | 0 | 2 | 3  | 2  | +1 |                           |
| 4   | Varzim             | 3   | 3 | 1 | 0 | 2 | 1  | 4  | −3 |                           |

O Vitória de Setúbal avançou porque ganhou 2-1 ao Sporting.
| 30 de novembro de 2016 1 | Sporting CP   | 1–0       | Arouca | Lisbon                                                              |  |
| 18:15 WET (UTC±00:00)    | - A. Ruiz 44' | Relatório |        | Estádio: Estádio José Alvalade Público: 10,698 Árbitro: Hugo Miguel |  |

| 30 de dezembro de 2016 2 | Sporting CP   | 1–0       | Varzim | Lisbon                                                               |  |
| 21:15 WET (UTC±00:00)    | - Martins 19' | Relatório |        | Estádio: Estádio José Alvalade Público: 24,752 Árbitro: Bruno Paixão |  |

| 4 de janeiro de 2017 3 | Vitória de Setúbal                   | 2–1       | Sporting CP | Setúbal                                                         |  |
| 20:15 WET (UTC±00:00)  | - Venâncio 19' - Edinho 90+4' (pen.) | Relatório | - Elias 79' | Estádio: Estádio do Bonfim Público: 4,231 Árbitro: Rui Oliveira |  |

### Liga dos Campeões

#### Fase de grupos
| Pos. | Equipa            | Pts | J | V | E | D | GP | GC | SG  |
| ---- | ----------------- | --- | - | - | - | - | -- | -- | --- |
| 1    | Borussia Dortmund | 14  | 6 | 4 | 2 | 0 | 21 | 9  | +12 |
| 2    | Real Madrid       | 12  | 6 | 3 | 3 | 0 | 16 | 10 | +6  |
| 3    | Légia Varsóvia    | 4   | 6 | 1 | 1 | 4 | 9  | 24 | –15 |
| 4    | Sporting          | 3   | 6 | 1 | 0 | 5 | 5  | 8  | –3  |

| 14 de setembro de 2016 1 | Real Madrid                            | 2–1       | Sporting CP                                                   | Madrid, Spain                                                                 |  |
| 20:45 CEST (UTC+02:00)   | Kroos 75' · Ronaldo 89' · Morata 90+4' | Relatório | A. Silva 39' · Bruno César 48' · Carvalho 57' · Zeegelaar 65' | Estádio: Santiago Bernabéu Público: 72,179 Árbitro: Paolo Tagliavento (Italy) |  |

| 27 de setembro de 2016 2 | Sporting CP            | 2–0       | Legia Warsaw                                 | Lisbon, Portugal                                                                 |  |
| 20:45 CEST (UTC+02:00)   | B. Ruiz 28' · Dost 37' | Relatório | Guilherme 39' Bereszyński 86' Rzeźniczak 87' | Estádio: Estádio José Alvalade Público: 40,094 Árbitro: Michael Oliver (England) |  |

| 18 de outubro de 2016 3 | Sporting CP                                                     | 1–2       | Borussia Dortmund                                               | Lisbon, Portugal                                                                 |  |
| 20:45 CEST (UTC+02:00)  | Elias 54' · Bruno César 67', 86' · Schelotto 68' · Campbell 76' | Relatório | Aubameyang 9' · Weigl 43' · Passlack 49' · Rode 76' · Bürki 88' | Estádio: Estádio José Alvalade Público: 46,609 Árbitro: Damir Skomina (Slovenia) |  |

| 2 de novembro de 2016 4 | Borussia Dortmund         | 1–0       | Sporting CP                             | Dortmund, Germany                                                               |  |
| 20:45 CET (UTC+01:00)   | Ramos 12' · Guerreiro 65' | Relatório | Semedo 11' Castaignos 21' Zeegelaar 75' | Estádio: Westfalenstadion Público: 65,849 Árbitro: Danny Makkelie (Netherlands) |  |

| 22 de novembro de 2016 5 | Sporting CP                                                                     | 1–2       | Real Madrid                                          | Lisbon, Portugal                                                                 |  |
| 20:45 CET (UTC+01:00)    | B. Ruiz 57' · J. Pereira 64' · A. Silva 80' (pen.) · Campbell 90' · André 90+2' | Relatório | Varane 29' · Marcelo 40' · Kovačić 64' · Benzema 87' | Estádio: Estádio José Alvalade Público: 50,046 Árbitro: Willie Collum (Scotland) |  |

| 7 de dezembro de 2016 6 | Legia Warsaw                                                                                  | 1–0       | Sporting CP                    | Warsaw, Poland                                                                |  |
| 20:45 CET (UTC+01:00)   | Guilherme 30' · Kopczyński 36' · Rzeźniczak 74' · Odjidja-Ofoe 75' · Radović 79' · Pazdan 81' | Relatório | A. Silva 56' Carvalho 81', 85' | Estádio: Polish Army Stadium Público: 28,232 Árbitro: Gianluca Rocchi (Italy) |  |

## Ligações Externas
- Site oficial do Sporting Clube de Portugal